# 1985年のナショナルリーグチャンピオンシップシリーズ
1985年の野球において、メジャーリーグベースボール（MLB）のポストシーズンは10月8日に開幕した。ナショナルリーグの第17回リーグチャンピオンシップシリーズ（17th National League Championship Series、以下「リーグ優勝決定戦」と表記）は、翌9日から16日にかけて計6試合が開催された。その結果、セントルイス・カージナルス（東地区）がロサンゼルス・ドジャース（西地区）を4勝2敗で下し、3年ぶり14回目のリーグ優勝およびワールドシリーズ進出を果たした。
リーグ優勝決定戦は1969年の開始以来、1984年までの16年間は5戦3勝制で行われてきた。それが今回から、ワールドシリーズと同じ7戦4勝制に変更された。
両球団がリーグ優勝決定戦で対戦するのはこれが初めて。この年のレギュラーシーズンでは両球団は12試合対戦し、ドジャースが7勝5敗と勝ち越していた。今シリーズはドジャースが初戦から2連勝したあと、カージナルスが第3戦から4連勝して逆転した。7戦4勝制のシリーズにおいて初戦から2連敗後の逆転制覇は、1981年ワールドシリーズのドジャース以来、カージナルスがポストシーズン史上延べ8球団目である。シリーズMVPには、第5戦でサヨナラ本塁打を放つなど、6試合で打率.435・1本塁打・3打点・OPS 1.196という成績を残したカージナルスのオジー・スミスが選出された。しかしカージナルスは、ワールドシリーズではアメリカンリーグ王者カンザスシティ・ロイヤルズに3勝4敗で敗れ、3年ぶり10度目の優勝を逃した。

## 試合結果
1985年のナショナルリーグ優勝決定戦は10月9日に開幕し、途中に移動日を挟んで8日間で6試合が行われた。日程・結果は以下の通り。
| 日付                                                       | 試合  | ビジター球団（先攻）       | スコア | ホーム球団（後攻）         | 開催球場             | 開催球場                                    |
| ---------------------------------------------------------- | ----- | -------------------------- | ------ | -------------------------- | -------------------- | ------------------------------------------- |
| 10月09日（水）                                             | 第1戦 | セントルイス・カージナルス | 1－4   | ロサンゼルス・ドジャース   | ドジャー・スタジアム | ドジャー・スタジアムブッシュ・ · スタジアム |
| 10月10日（木）                                             | 第2戦 | セントルイス・カージナルス | 2－8   | ロサンゼルス・ドジャース   | ドジャー・スタジアム | ドジャー・スタジアムブッシュ・ · スタジアム |
| 10月11日（金）                                             |       | 移動日                     | 移動日 | 移動日                     |                      | ドジャー・スタジアムブッシュ・ · スタジアム |
| 10月12日（土）                                             | 第3戦 | ロサンゼルス・ドジャース   | 2－4   | セントルイス・カージナルス | ブッシュ・スタジアム | ドジャー・スタジアムブッシュ・ · スタジアム |
| 10月13日（日）                                             | 第4戦 | ロサンゼルス・ドジャース   | 2－12  | セントルイス・カージナルス | ブッシュ・スタジアム | ドジャー・スタジアムブッシュ・ · スタジアム |
| 10月14日（月）                                             | 第5戦 | ロサンゼルス・ドジャース   | 2－3x  | セントルイス・カージナルス | ブッシュ・スタジアム | ドジャー・スタジアムブッシュ・ · スタジアム |
| 10月15日（火）                                             |       | 移動日                     | 移動日 | 移動日                     |                      | ドジャー・スタジアムブッシュ・ · スタジアム |
| 10月16日（水）                                             | 第6戦 | セントルイス・カージナルス | 7－5   | ロサンゼルス・ドジャース   | ドジャー・スタジアム | ドジャー・スタジアムブッシュ・ · スタジアム |
| 優勝：セントルイス・カージナルス（4勝2敗 / 3年ぶり14度目） |       |                            |        |                            |                      | ドジャー・スタジアムブッシュ・ · スタジアム |

### 第1戦 10月9日
- ドジャー・スタジアム（カリフォルニア州ロサンゼルス）

|                            | 1 | 2 | 3 | 4 | 5 | 6 | 7 | 8 | 9 | R | H | E |
| -------------------------- | - | - | - | - | - | - | - | - | - | - | - | - |
| セントルイス・カージナルス | 0 | 0 | 0 | 0 | 0 | 0 | 1 | 0 | 0 | 1 | 8 | 1 |
| ロサンゼルス・ドジャース   | 0 | 0 | 0 | 1 | 0 | 3 | 0 | 0 | X | 4 | 8 | 0 |

1. 勝利：フェルナンド・バレンズエラ（1勝）
2. セーブ：トム・ニーデンフューアー（1S）
3. 敗戦：ジョン・テューダー（1敗）
4. 審判
［球審］ディック・ステーロ
［塁審］一塁: ブルース・フローミング、二塁: ジョン・マクシェリー、三塁: テリー・テイタ
［外審］左翼: ポール・ランギー、右翼: ジェリー・クロフォード
5. 試合開始時刻: 太平洋夏時間（UTC-7）午後4時35分  試合時間: 2時間42分  観客: 5万5270人  気温: 75°F（23.9°C）
詳細: Baseball-Reference.com

| セントルイス・カージナルス | セントルイス・カージナルス | セントルイス・カージナルス | セントルイス・カージナルス | セントルイス・カージナルス                                                                               | ロサンゼルス・ドジャース | ロサンゼルス・ドジャース | ロサンゼルス・ドジャース | ロサンゼルス・ドジャース | ロサンゼルス・ドジャース                                                                                      |
| -------------------------- | -------------------------- | -------------------------- | -------------------------- | --- | ------------------------ | ------------------------ | ------------------------ | ------------------------ | --- |
| 打順                       | 守備                       | 選手                       | 打席                       | J・テューダーD・ポーターJ・クラークT・ハーT・ペンドル · トンO・スミスV・コールマンW・マギーC・セデーニョ | 打順                     | 守備                     | 選手                     | 打席                     | F・バレンズエラM・ソーシアE・カベルS・サックスB・マドロックM・ダンカンP・ゲレーロC・マルドナードM・マーシャル |
| 1                          | 左                         | V・コールマン              | 両                         | J・テューダーD・ポーターJ・クラークT・ハーT・ペンドル · トンO・スミスV・コールマンW・マギーC・セデーニョ | 1                        | 遊                       | M・ダンカン              | 右                       | F・バレンズエラM・ソーシアE・カベルS・サックスB・マドロックM・ダンカンP・ゲレーロC・マルドナードM・マーシャル |
| 2                          | 中                         | W・マギー                  | 両                         | J・テューダーD・ポーターJ・クラークT・ハーT・ペンドル · トンO・スミスV・コールマンW・マギーC・セデーニョ | 2                        | 一                       | E・カベル                | 右                       | F・バレンズエラM・ソーシアE・カベルS・サックスB・マドロックM・ダンカンP・ゲレーロC・マルドナードM・マーシャル |
| 3                          | 二                         | T・ハー                    | 両                         | J・テューダーD・ポーターJ・クラークT・ハーT・ペンドル · トンO・スミスV・コールマンW・マギーC・セデーニョ | 3                        | 三                       | B・マドロック            | 右                       | F・バレンズエラM・ソーシアE・カベルS・サックスB・マドロックM・ダンカンP・ゲレーロC・マルドナードM・マーシャル |
| 4                          | 一                         | J・クラーク                | 右                         | J・テューダーD・ポーターJ・クラークT・ハーT・ペンドル · トンO・スミスV・コールマンW・マギーC・セデーニョ | 4                        | 左                       | P・ゲレーロ              | 右                       | F・バレンズエラM・ソーシアE・カベルS・サックスB・マドロックM・ダンカンP・ゲレーロC・マルドナードM・マーシャル |
| 5                          | 右                         | C・セデーニョ              | 右                         | J・テューダーD・ポーターJ・クラークT・ハーT・ペンドル · トンO・スミスV・コールマンW・マギーC・セデーニョ | 5                        | 右                       | M・マーシャル            | 右                       | F・バレンズエラM・ソーシアE・カベルS・サックスB・マドロックM・ダンカンP・ゲレーロC・マルドナードM・マーシャル |
| 6                          | 三                         | T・ペンドルトン            | 両                         | J・テューダーD・ポーターJ・クラークT・ハーT・ペンドル · トンO・スミスV・コールマンW・マギーC・セデーニョ | 6                        | 捕                       | M・ソーシア              | 左                       | F・バレンズエラM・ソーシアE・カベルS・サックスB・マドロックM・ダンカンP・ゲレーロC・マルドナードM・マーシャル |
| 7                          | 捕                         | D・ポーター                | 左                         | J・テューダーD・ポーターJ・クラークT・ハーT・ペンドル · トンO・スミスV・コールマンW・マギーC・セデーニョ | 7                        | 中                       | C・マルドナード          | 右                       | F・バレンズエラM・ソーシアE・カベルS・サックスB・マドロックM・ダンカンP・ゲレーロC・マルドナードM・マーシャル |
| 8                          | 遊                         | O・スミス                  | 両                         | J・テューダーD・ポーターJ・クラークT・ハーT・ペンドル · トンO・スミスV・コールマンW・マギーC・セデーニョ | 8                        | 二                       | S・サックス              | 右                       | F・バレンズエラM・ソーシアE・カベルS・サックスB・マドロックM・ダンカンP・ゲレーロC・マルドナードM・マーシャル |
| 9                          | 投                         | J・テューダー              | 左                         | J・テューダーD・ポーターJ・クラークT・ハーT・ペンドル · トンO・スミスV・コールマンW・マギーC・セデーニョ | 9                        | 投                       | F・バレンズエラ          | 左                       | F・バレンズエラM・ソーシアE・カベルS・サックスB・マドロックM・ダンカンP・ゲレーロC・マルドナードM・マーシャル |
| 先発投手                   | 先発投手                   | 先発投手                   | 投球                       | J・テューダーD・ポーターJ・クラークT・ハーT・ペンドル · トンO・スミスV・コールマンW・マギーC・セデーニョ | 先発投手                 | 先発投手                 | 先発投手                 | 投球                     | F・バレンズエラM・ソーシアE・カベルS・サックスB・マドロックM・ダンカンP・ゲレーロC・マルドナードM・マーシャル |
| J・テューダー              | J・テューダー              | J・テューダー              | 左                         | J・テューダーD・ポーターJ・クラークT・ハーT・ペンドル · トンO・スミスV・コールマンW・マギーC・セデーニョ | F・バレンズエラ          | F・バレンズエラ          | F・バレンズエラ          | 左                       | F・バレンズエラM・ソーシアE・カベルS・サックスB・マドロックM・ダンカンP・ゲレーロC・マルドナードM・マーシャル |

### 第2戦 10月10日
- ドジャー・スタジアム（カリフォルニア州ロサンゼルス）

|                            | 1 | 2 | 3 | 4 | 5 | 6 | 7 | 8 | 9 | R | H  | E |
| -------------------------- | - | - | - | - | - | - | - | - | - | - | -- | - |
| セントルイス・カージナルス | 0 | 0 | 1 | 0 | 0 | 0 | 0 | 0 | 1 | 2 | 8  | 1 |
| ロサンゼルス・ドジャース   | 0 | 0 | 3 | 2 | 1 | 2 | 0 | 0 | X | 8 | 13 | 1 |

1. 勝利：オーレル・ハーシュハイザー（1勝）
2. 敗戦：ウォーキーン・アンドゥハー（1敗）
3. 本塁打
LAD：グレッグ・ブロック1号2ラン
4. 審判
［球審］ブルース・フローミング
［塁審］一塁: ジョン・マクシェリー、二塁: テリー・テイタ、三塁: ジェリー・クロフォード
［外審］左翼: ディック・ステーロ、右翼: ポール・ランギー
5. 試合開始時刻: 太平洋夏時間（UTC-7）午後4時35分  試合時間: 3時間4分  観客: 5万5222人  気温: 75°F（23.9°C）
詳細: Baseball-Reference.com

| セントルイス・カージナルス | セントルイス・カージナルス | セントルイス・カージナルス | セントルイス・カージナルス | セントルイス・カージナルス                                                                                   | ロサンゼルス・ドジャース | ロサンゼルス・ドジャース | ロサンゼルス・ドジャース | ロサンゼルス・ドジャース | ロサンゼルス・ドジャース                                                                                          |
| -------------------------- | -------------------------- | -------------------------- | -------------------------- | --- | ------------------------ | ------------------------ | ------------------------ | ------------------------ | --- |
| 打順                       | 守備                       | 選手                       | 打席                       | J・アンドゥハーD・ポーターJ・クラークT・ハーT・ペンドル · トンO・スミスV・コールマンW・マギーA・バンスライク | 打順                     | 守備                     | 選手                     | 打席                     | O・ハーシュハイザーM・ソーシアG・ブロックS・サックスB・マドロックM・ダンカンP・ゲレーロK・ランドローM・マーシャル |
| 1                          | 左                         | V・コールマン              | 両                         | J・アンドゥハーD・ポーターJ・クラークT・ハーT・ペンドル · トンO・スミスV・コールマンW・マギーA・バンスライク | 1                        | 遊                       | M・ダンカン              | 右                       | O・ハーシュハイザーM・ソーシアG・ブロックS・サックスB・マドロックM・ダンカンP・ゲレーロK・ランドローM・マーシャル |
| 2                          | 中                         | W・マギー                  | 両                         | J・アンドゥハーD・ポーターJ・クラークT・ハーT・ペンドル · トンO・スミスV・コールマンW・マギーA・バンスライク | 2                        | 中                       | K・ランドロー            | 左                       | O・ハーシュハイザーM・ソーシアG・ブロックS・サックスB・マドロックM・ダンカンP・ゲレーロK・ランドローM・マーシャル |
| 3                          | 二                         | T・ハー                    | 両                         | J・アンドゥハーD・ポーターJ・クラークT・ハーT・ペンドル · トンO・スミスV・コールマンW・マギーA・バンスライク | 3                        | 三                       | B・マドロック            | 右                       | O・ハーシュハイザーM・ソーシアG・ブロックS・サックスB・マドロックM・ダンカンP・ゲレーロK・ランドローM・マーシャル |
| 4                          | 一                         | J・クラーク                | 右                         | J・アンドゥハーD・ポーターJ・クラークT・ハーT・ペンドル · トンO・スミスV・コールマンW・マギーA・バンスライク | 4                        | 左                       | P・ゲレーロ              | 右                       | O・ハーシュハイザーM・ソーシアG・ブロックS・サックスB・マドロックM・ダンカンP・ゲレーロK・ランドローM・マーシャル |
| 5                          | 右                         | A・バンスライク            | 左                         | J・アンドゥハーD・ポーターJ・クラークT・ハーT・ペンドル · トンO・スミスV・コールマンW・マギーA・バンスライク | 5                        | 右                       | M・マーシャル            | 右                       | O・ハーシュハイザーM・ソーシアG・ブロックS・サックスB・マドロックM・ダンカンP・ゲレーロK・ランドローM・マーシャル |
| 6                          | 三                         | T・ペンドルトン            | 両                         | J・アンドゥハーD・ポーターJ・クラークT・ハーT・ペンドル · トンO・スミスV・コールマンW・マギーA・バンスライク | 6                        | 捕                       | M・ソーシア              | 左                       | O・ハーシュハイザーM・ソーシアG・ブロックS・サックスB・マドロックM・ダンカンP・ゲレーロK・ランドローM・マーシャル |
| 7                          | 捕                         | D・ポーター                | 左                         | J・アンドゥハーD・ポーターJ・クラークT・ハーT・ペンドル · トンO・スミスV・コールマンW・マギーA・バンスライク | 7                        | 一                       | G・ブロック              | 左                       | O・ハーシュハイザーM・ソーシアG・ブロックS・サックスB・マドロックM・ダンカンP・ゲレーロK・ランドローM・マーシャル |
| 8                          | 遊                         | O・スミス                  | 両                         | J・アンドゥハーD・ポーターJ・クラークT・ハーT・ペンドル · トンO・スミスV・コールマンW・マギーA・バンスライク | 8                        | 二                       | S・サックス              | 右                       | O・ハーシュハイザーM・ソーシアG・ブロックS・サックスB・マドロックM・ダンカンP・ゲレーロK・ランドローM・マーシャル |
| 9                          | 投                         | J・アンドゥハー            | 両                         | J・アンドゥハーD・ポーターJ・クラークT・ハーT・ペンドル · トンO・スミスV・コールマンW・マギーA・バンスライク | 9                        | 投                       | O・ハーシュハイザー      | 右                       | O・ハーシュハイザーM・ソーシアG・ブロックS・サックスB・マドロックM・ダンカンP・ゲレーロK・ランドローM・マーシャル |
| 先発投手                   | 先発投手                   | 先発投手                   | 投球                       | J・アンドゥハーD・ポーターJ・クラークT・ハーT・ペンドル · トンO・スミスV・コールマンW・マギーA・バンスライク | 先発投手                 | 先発投手                 | 先発投手                 | 投球                     | O・ハーシュハイザーM・ソーシアG・ブロックS・サックスB・マドロックM・ダンカンP・ゲレーロK・ランドローM・マーシャル |
| J・アンドゥハー            | J・アンドゥハー            | J・アンドゥハー            | 右                         | J・アンドゥハーD・ポーターJ・クラークT・ハーT・ペンドル · トンO・スミスV・コールマンW・マギーA・バンスライク | O・ハーシュハイザー      | O・ハーシュハイザー      | O・ハーシュハイザー      | 右                       | O・ハーシュハイザーM・ソーシアG・ブロックS・サックスB・マドロックM・ダンカンP・ゲレーロK・ランドローM・マーシャル |

### 第3戦 10月12日
- ブッシュ・スタジアム（ミズーリ州セントルイス）

|                            | 1 | 2 | 3 | 4 | 5 | 6 | 7 | 8 | 9 | R | H | E |
| -------------------------- | - | - | - | - | - | - | - | - | - | - | - | - |
| ロサンゼルス・ドジャース   | 0 | 0 | 0 | 1 | 0 | 0 | 1 | 0 | 0 | 2 | 7 | 2 |
| セントルイス・カージナルス | 2 | 2 | 0 | 0 | 0 | 0 | 0 | 0 | X | 4 | 8 | 0 |

1. 勝利：ダニー・コックス（1勝）
2. セーブ：ケン・デイリー（1S）
3. 敗戦：ボブ・ウェルチ（1敗）
4. 本塁打
STL：トム・ハー1号ソロ
5. 審判
［球審］ジョン・マクシェリー
［塁審］一塁: テリー・テイタ、二塁: ポール・ランギー、三塁: ジェリー・クロフォード
［外審］左翼: ディック・ステーロ、右翼: ブルース・フローミング
6. 試合開始時刻: 中部夏時間（UTC-5）午後0時10分  試合時間: 3時間21分  観客: 5万3708人  気温: 80°F（26.7°C）
詳細: Baseball-Reference.com

| ロサンゼルス・ドジャース | ロサンゼルス・ドジャース | ロサンゼルス・ドジャース | ロサンゼルス・ドジャース | ロサンゼルス・ドジャース                                                                                      | セントルイス・カージナルス | セントルイス・カージナルス | セントルイス・カージナルス | セントルイス・カージナルス | セントルイス・カージナルス                                                                               |
| ------------------------ | ------------------------ | ------------------------ | ------------------------ | --- | -------------------------- | -------------------------- | -------------------------- | -------------------------- | --- |
| 打順                     | 守備                     | 選手                     | 打席                     | B・ウェルチM・ソーシアG・ブロックS・サックスB・マドロックD・アンダーソンP・ゲレーロK・ランドローM・マーシャル | 打順                       | 守備                       | 選手                       | 打席                       | D・コックスD・ポーターJ・クラークT・ハーT・ペンドル · トンO・スミスV・コールマンW・マギーA・バンスライク |
| 1                        | 遊                       | D・アンダーソン          | 右                       | B・ウェルチM・ソーシアG・ブロックS・サックスB・マドロックD・アンダーソンP・ゲレーロK・ランドローM・マーシャル | 1                          | 左                         | V・コールマン              | 両                         | D・コックスD・ポーターJ・クラークT・ハーT・ペンドル · トンO・スミスV・コールマンW・マギーA・バンスライク |
| 2                        | 中                       | K・ランドロー            | 左                       | B・ウェルチM・ソーシアG・ブロックS・サックスB・マドロックD・アンダーソンP・ゲレーロK・ランドローM・マーシャル | 2                          | 中                         | W・マギー                  | 両                         | D・コックスD・ポーターJ・クラークT・ハーT・ペンドル · トンO・スミスV・コールマンW・マギーA・バンスライク |
| 3                        | 三                       | B・マドロック            | 右                       | B・ウェルチM・ソーシアG・ブロックS・サックスB・マドロックD・アンダーソンP・ゲレーロK・ランドローM・マーシャル | 3                          | 二                         | T・ハー                    | 両                         | D・コックスD・ポーターJ・クラークT・ハーT・ペンドル · トンO・スミスV・コールマンW・マギーA・バンスライク |
| 4                        | 左                       | P・ゲレーロ              | 右                       | B・ウェルチM・ソーシアG・ブロックS・サックスB・マドロックD・アンダーソンP・ゲレーロK・ランドローM・マーシャル | 4                          | 一                         | J・クラーク                | 右                         | D・コックスD・ポーターJ・クラークT・ハーT・ペンドル · トンO・スミスV・コールマンW・マギーA・バンスライク |
| 5                        | 右                       | M・マーシャル            | 右                       | B・ウェルチM・ソーシアG・ブロックS・サックスB・マドロックD・アンダーソンP・ゲレーロK・ランドローM・マーシャル | 5                          | 右                         | A・バンスライク            | 左                         | D・コックスD・ポーターJ・クラークT・ハーT・ペンドル · トンO・スミスV・コールマンW・マギーA・バンスライク |
| 6                        | 捕                       | M・ソーシア              | 左                       | B・ウェルチM・ソーシアG・ブロックS・サックスB・マドロックD・アンダーソンP・ゲレーロK・ランドローM・マーシャル | 6                          | 三                         | T・ペンドルトン            | 両                         | D・コックスD・ポーターJ・クラークT・ハーT・ペンドル · トンO・スミスV・コールマンW・マギーA・バンスライク |
| 7                        | 一                       | G・ブロック              | 左                       | B・ウェルチM・ソーシアG・ブロックS・サックスB・マドロックD・アンダーソンP・ゲレーロK・ランドローM・マーシャル | 7                          | 捕                         | D・ポーター                | 左                         | D・コックスD・ポーターJ・クラークT・ハーT・ペンドル · トンO・スミスV・コールマンW・マギーA・バンスライク |
| 8                        | 二                       | S・サックス              | 右                       | B・ウェルチM・ソーシアG・ブロックS・サックスB・マドロックD・アンダーソンP・ゲレーロK・ランドローM・マーシャル | 8                          | 遊                         | O・スミス                  | 両                         | D・コックスD・ポーターJ・クラークT・ハーT・ペンドル · トンO・スミスV・コールマンW・マギーA・バンスライク |
| 9                        | 投                       | B・ウェルチ              | 右                       | B・ウェルチM・ソーシアG・ブロックS・サックスB・マドロックD・アンダーソンP・ゲレーロK・ランドローM・マーシャル | 9                          | 投                         | D・コックス                | 右                         | D・コックスD・ポーターJ・クラークT・ハーT・ペンドル · トンO・スミスV・コールマンW・マギーA・バンスライク |
| 先発投手                 | 先発投手                 | 先発投手                 | 投球                     | B・ウェルチM・ソーシアG・ブロックS・サックスB・マドロックD・アンダーソンP・ゲレーロK・ランドローM・マーシャル | 先発投手                   | 先発投手                   | 先発投手                   | 投球                       | D・コックスD・ポーターJ・クラークT・ハーT・ペンドル · トンO・スミスV・コールマンW・マギーA・バンスライク |
| B・ウェルチ              | B・ウェルチ              | B・ウェルチ              | 右                       | B・ウェルチM・ソーシアG・ブロックS・サックスB・マドロックD・アンダーソンP・ゲレーロK・ランドローM・マーシャル | D・コックス                | D・コックス                | D・コックス                | 右                         | D・コックスD・ポーターJ・クラークT・ハーT・ペンドル · トンO・スミスV・コールマンW・マギーA・バンスライク |

### 第4戦 10月13日
- ブッシュ・スタジアム（ミズーリ州セントルイス）

|                            | 1 | 2 | 3 | 4 | 5 | 6 | 7 | 8 | 9 | R  | H  | E |
| -------------------------- | - | - | - | - | - | - | - | - | - | -- | -- | - |
| ロサンゼルス・ドジャース   | 0 | 0 | 0 | 0 | 0 | 0 | 1 | 1 | 0 | 2  | 5  | 1 |
| セントルイス・カージナルス | 0 | 9 | 0 | 1 | 1 | 0 | 0 | 1 | X | 12 | 15 | 0 |

1. 勝利：ジョン・テューダー（1勝1敗）
2. 敗戦：ジェリー・ロイス（1敗）
3. 本塁打
LAD：ビル・マドロック1号ソロ
4. 審判
［球審］テリー・テイタ
［塁審］一塁: ポール・ランギー、二塁: ジェリー・クロフォード、三塁: ディック・ステーロ
［外審］左翼: ブルース・フローミング、右翼: ジョン・マクシェリー
5. 試合開始時刻: 中部夏時間（UTC-5）午後7時30分  試合時間: 2時間47分  観客: 5万3708人  気温: 70°F（21.1°C）
詳細: Baseball-Reference.com

| ロサンゼルス・ドジャース | ロサンゼルス・ドジャース | ロサンゼルス・ドジャース | ロサンゼルス・ドジャース | ロサンゼルス・ドジャース                                                                                | セントルイス・カージナルス | セントルイス・カージナルス | セントルイス・カージナルス | セントルイス・カージナルス | セントルイス・カージナルス                                                                             |
| ------------------------ | ------------------------ | ------------------------ | ------------------------ | --- | -------------------------- | -------------------------- | -------------------------- | -------------------------- | --- |
| 打順                     | 守備                     | 選手                     | 打席                     | J・ロイスM・ソーシアE・カベルS・サックスB・マドロックM・ダンカンP・ゲレーロC・マルドナードM・マーシャル | 打順                       | 守備                       | 選手                       | 打席                       | J・テューダーT・ニエトJ・クラークT・ハーT・ペンドル · トンO・スミスT・ランドラムW・マギーC・セデーニョ |
| 1                        | 遊                       | M・ダンカン              | 右                       | J・ロイスM・ソーシアE・カベルS・サックスB・マドロックM・ダンカンP・ゲレーロC・マルドナードM・マーシャル | 1                          | 中                         | W・マギー                  | 両                         | J・テューダーT・ニエトJ・クラークT・ハーT・ペンドル · トンO・スミスT・ランドラムW・マギーC・セデーニョ |
| 2                        | 一                       | E・カベル                | 右                       | J・ロイスM・ソーシアE・カベルS・サックスB・マドロックM・ダンカンP・ゲレーロC・マルドナードM・マーシャル | 2                          | 遊                         | O・スミス                  | 両                         | J・テューダーT・ニエトJ・クラークT・ハーT・ペンドル · トンO・スミスT・ランドラムW・マギーC・セデーニョ |
| 3                        | 左                       | P・ゲレーロ              | 右                       | J・ロイスM・ソーシアE・カベルS・サックスB・マドロックM・ダンカンP・ゲレーロC・マルドナードM・マーシャル | 3                          | 二                         | T・ハー                    | 両                         | J・テューダーT・ニエトJ・クラークT・ハーT・ペンドル · トンO・スミスT・ランドラムW・マギーC・セデーニョ |
| 4                        | 三                       | B・マドロック            | 右                       | J・ロイスM・ソーシアE・カベルS・サックスB・マドロックM・ダンカンP・ゲレーロC・マルドナードM・マーシャル | 4                          | 一                         | J・クラーク                | 右                         | J・テューダーT・ニエトJ・クラークT・ハーT・ペンドル · トンO・スミスT・ランドラムW・マギーC・セデーニョ |
| 5                        | 右                       | M・マーシャル            | 右                       | J・ロイスM・ソーシアE・カベルS・サックスB・マドロックM・ダンカンP・ゲレーロC・マルドナードM・マーシャル | 5                          | 右                         | C・セデーニョ              | 右                         | J・テューダーT・ニエトJ・クラークT・ハーT・ペンドル · トンO・スミスT・ランドラムW・マギーC・セデーニョ |
| 6                        | 捕                       | M・ソーシア              | 左                       | J・ロイスM・ソーシアE・カベルS・サックスB・マドロックM・ダンカンP・ゲレーロC・マルドナードM・マーシャル | 6                          | 左                         | T・ランドラム              | 右                         | J・テューダーT・ニエトJ・クラークT・ハーT・ペンドル · トンO・スミスT・ランドラムW・マギーC・セデーニョ |
| 7                        | 中                       | C・マルドナード          | 右                       | J・ロイスM・ソーシアE・カベルS・サックスB・マドロックM・ダンカンP・ゲレーロC・マルドナードM・マーシャル | 7                          | 三                         | T・ペンドルトン            | 両                         | J・テューダーT・ニエトJ・クラークT・ハーT・ペンドル · トンO・スミスT・ランドラムW・マギーC・セデーニョ |
| 8                        | 二                       | S・サックス              | 右                       | J・ロイスM・ソーシアE・カベルS・サックスB・マドロックM・ダンカンP・ゲレーロC・マルドナードM・マーシャル | 8                          | 捕                         | T・ニエト                  | 右                         | J・テューダーT・ニエトJ・クラークT・ハーT・ペンドル · トンO・スミスT・ランドラムW・マギーC・セデーニョ |
| 9                        | 投                       | J・ロイス                | 左                       | J・ロイスM・ソーシアE・カベルS・サックスB・マドロックM・ダンカンP・ゲレーロC・マルドナードM・マーシャル | 9                          | 投                         | J・テューダー              | 左                         | J・テューダーT・ニエトJ・クラークT・ハーT・ペンドル · トンO・スミスT・ランドラムW・マギーC・セデーニョ |
| 先発投手                 | 先発投手                 | 先発投手                 | 投球                     | J・ロイスM・ソーシアE・カベルS・サックスB・マドロックM・ダンカンP・ゲレーロC・マルドナードM・マーシャル | 先発投手                   | 先発投手                   | 先発投手                   | 投球                       | J・テューダーT・ニエトJ・クラークT・ハーT・ペンドル · トンO・スミスT・ランドラムW・マギーC・セデーニョ |
| J・ロイス                | J・ロイス                | J・ロイス                | 左                       | J・ロイスM・ソーシアE・カベルS・サックスB・マドロックM・ダンカンP・ゲレーロC・マルドナードM・マーシャル | J・テューダー              | J・テューダー              | J・テューダー              | 左                         | J・テューダーT・ニエトJ・クラークT・ハーT・ペンドル · トンO・スミスT・ランドラムW・マギーC・セデーニョ |

### 第5戦 10月14日
- ブッシュ・スタジアム（ミズーリ州セントルイス）

|                            | 1 | 2 | 3 | 4 | 5 | 6 | 7 | 8 | 9  | R | H | E |
| -------------------------- | - | - | - | - | - | - | - | - | -- | - | - | - |
| ロサンゼルス・ドジャース   | 0 | 0 | 0 | 2 | 0 | 0 | 0 | 0 | 0  | 2 | 5 | 1 |
| セントルイス・カージナルス | 2 | 0 | 0 | 0 | 0 | 0 | 0 | 0 | 1x | 3 | 5 | 1 |

1. 勝利：ジェフ・ラハティ（1勝）
2. 敗戦：トム・ニーデンフューアー（1敗1S）
3. 本塁打
LAD：ビル・マドロック2号2ラン
STL：オジー・スミス1号ソロ
4. 審判
［球審］ポール・ランギー
［塁審］一塁: ジェリー・クロフォード、二塁: ディック・ステーロ、三塁: ブルース・フローミング
［外審］左翼: ジョン・マクシェリー、右翼: テリー・テイタ
5. 試合開始時刻: 中部夏時間（UTC-5）午後2時50分  試合時間: 2時間56分  観客: 5万3706人  気温: 68°F（20°C）
詳細: Baseball-Reference.com

| ロサンゼルス・ドジャース | ロサンゼルス・ドジャース | ロサンゼルス・ドジャース | ロサンゼルス・ドジャース | ロサンゼルス・ドジャース                                                                                      | セントルイス・カージナルス | セントルイス・カージナルス | セントルイス・カージナルス | セントルイス・カージナルス | セントルイス・カージナルス                                                                               |
| ------------------------ | ------------------------ | ------------------------ | ------------------------ | --- | -------------------------- | -------------------------- | -------------------------- | -------------------------- | --- |
| 打順                     | 守備                     | 選手                     | 打席                     | F・バレンズエラM・ソーシアG・ブロックS・サックスB・マドロックM・ダンカンP・ゲレーロK・ランドローM・マーシャル | 打順                       | 守備                       | 選手                       | 打席                       | B・フォーシュD・ポーターJ・クラークT・ハーT・ペンドル · トンO・スミスT・ランドラムW・マギーC・セデーニョ |
| 1                        | 遊                       | M・ダンカン              | 右                       | F・バレンズエラM・ソーシアG・ブロックS・サックスB・マドロックM・ダンカンP・ゲレーロK・ランドローM・マーシャル | 1                          | 中                         | W・マギー                  | 両                         | B・フォーシュD・ポーターJ・クラークT・ハーT・ペンドル · トンO・スミスT・ランドラムW・マギーC・セデーニョ |
| 2                        | 中                       | K・ランドロー            | 左                       | F・バレンズエラM・ソーシアG・ブロックS・サックスB・マドロックM・ダンカンP・ゲレーロK・ランドローM・マーシャル | 2                          | 遊                         | O・スミス                  | 両                         | B・フォーシュD・ポーターJ・クラークT・ハーT・ペンドル · トンO・スミスT・ランドラムW・マギーC・セデーニョ |
| 3                        | 左                       | P・ゲレーロ              | 右                       | F・バレンズエラM・ソーシアG・ブロックS・サックスB・マドロックM・ダンカンP・ゲレーロK・ランドローM・マーシャル | 3                          | 二                         | T・ハー                    | 両                         | B・フォーシュD・ポーターJ・クラークT・ハーT・ペンドル · トンO・スミスT・ランドラムW・マギーC・セデーニョ |
| 4                        | 三                       | B・マドロック            | 右                       | F・バレンズエラM・ソーシアG・ブロックS・サックスB・マドロックM・ダンカンP・ゲレーロK・ランドローM・マーシャル | 4                          | 一                         | J・クラーク                | 右                         | B・フォーシュD・ポーターJ・クラークT・ハーT・ペンドル · トンO・スミスT・ランドラムW・マギーC・セデーニョ |
| 5                        | 右                       | M・マーシャル            | 右                       | F・バレンズエラM・ソーシアG・ブロックS・サックスB・マドロックM・ダンカンP・ゲレーロK・ランドローM・マーシャル | 5                          | 右                         | C・セデーニョ              | 右                         | B・フォーシュD・ポーターJ・クラークT・ハーT・ペンドル · トンO・スミスT・ランドラムW・マギーC・セデーニョ |
| 6                        | 捕                       | M・ソーシア              | 左                       | F・バレンズエラM・ソーシアG・ブロックS・サックスB・マドロックM・ダンカンP・ゲレーロK・ランドローM・マーシャル | 6                          | 左                         | T・ランドラム              | 右                         | B・フォーシュD・ポーターJ・クラークT・ハーT・ペンドル · トンO・スミスT・ランドラムW・マギーC・セデーニョ |
| 7                        | 一                       | G・ブロック              | 左                       | F・バレンズエラM・ソーシアG・ブロックS・サックスB・マドロックM・ダンカンP・ゲレーロK・ランドローM・マーシャル | 7                          | 三                         | T・ペンドルトン            | 両                         | B・フォーシュD・ポーターJ・クラークT・ハーT・ペンドル · トンO・スミスT・ランドラムW・マギーC・セデーニョ |
| 8                        | 二                       | S・サックス              | 右                       | F・バレンズエラM・ソーシアG・ブロックS・サックスB・マドロックM・ダンカンP・ゲレーロK・ランドローM・マーシャル | 8                          | 捕                         | D・ポーター                | 左                         | B・フォーシュD・ポーターJ・クラークT・ハーT・ペンドル · トンO・スミスT・ランドラムW・マギーC・セデーニョ |
| 9                        | 投                       | F・バレンズエラ          | 左                       | F・バレンズエラM・ソーシアG・ブロックS・サックスB・マドロックM・ダンカンP・ゲレーロK・ランドローM・マーシャル | 9                          | 投                         | B・フォーシュ              | 右                         | B・フォーシュD・ポーターJ・クラークT・ハーT・ペンドル · トンO・スミスT・ランドラムW・マギーC・セデーニョ |
| 先発投手                 | 先発投手                 | 先発投手                 | 投球                     | F・バレンズエラM・ソーシアG・ブロックS・サックスB・マドロックM・ダンカンP・ゲレーロK・ランドローM・マーシャル | 先発投手                   | 先発投手                   | 先発投手                   | 投球                       | B・フォーシュD・ポーターJ・クラークT・ハーT・ペンドル · トンO・スミスT・ランドラムW・マギーC・セデーニョ |
| F・バレンズエラ          | F・バレンズエラ          | F・バレンズエラ          | 左                       | F・バレンズエラM・ソーシアG・ブロックS・サックスB・マドロックM・ダンカンP・ゲレーロK・ランドローM・マーシャル | B・フォーシュ              | B・フォーシュ              | B・フォーシュ              | 右                         | B・フォーシュD・ポーターJ・クラークT・ハーT・ペンドル · トンO・スミスT・ランドラムW・マギーC・セデーニョ |

### 第6戦 10月16日
- ドジャー・スタジアム（カリフォルニア州ロサンゼルス）

|                            | 1 | 2 | 3 | 4 | 5 | 6 | 7 | 8 | 9 | R | H  | E |
| -------------------------- | - | - | - | - | - | - | - | - | - | - | -- | - |
| セントルイス・カージナルス | 0 | 0 | 1 | 0 | 0 | 0 | 3 | 0 | 3 | 7 | 12 | 1 |
| ロサンゼルス・ドジャース   | 1 | 1 | 0 | 0 | 2 | 0 | 0 | 1 | 0 | 5 | 8  | 0 |

1. 勝利：トッド・ウォーレル（1勝）
2. セーブ：ケン・デイリー（2S）
3. 敗戦：トム・ニーデンフューアー（2敗1S）
4. 本塁打
STL：ジャック・クラーク1号3ラン
LAD：ビル・マドロック3号ソロ、マイク・マーシャル1号ソロ
5. 審判
［球審］ジェリー・クロフォード
［塁審］一塁: ディック・ステーロ、二塁: ブルース・フローミング、三塁: ジョン・マクシェリー
［外審］左翼: テリー・テイタ、右翼: ポール・ランギー
6. 試合開始時刻: 太平洋夏時間（UTC-7）午後2時5分  試合時間: 3時間32分  観客: 5万5208人  気温: 80°F（26.7°C）
詳細: Baseball-Reference.com

| セントルイス・カージナルス | セントルイス・カージナルス | セントルイス・カージナルス | セントルイス・カージナルス | セントルイス・カージナルス                                                                                   | ロサンゼルス・ドジャース | ロサンゼルス・ドジャース | ロサンゼルス・ドジャース | ロサンゼルス・ドジャース | ロサンゼルス・ドジャース                                                                                          |
| -------------------------- | -------------------------- | -------------------------- | -------------------------- | --- | ------------------------ | ------------------------ | ------------------------ | ------------------------ | --- |
| 打順                       | 守備                       | 選手                       | 打席                       | J・アンドゥハーD・ポーターJ・クラークT・ハーT・ペンドル · トンO・スミスV・コールマンW・マギーA・バンスライク | 打順                     | 守備                     | 選手                     | 打席                     | O・ハーシュハイザーM・ソーシアG・ブロックS・サックスB・マドロックM・ダンカンP・ゲレーロK・ランドローM・マーシャル |
| 1                          | 中                         | W・マギー                  | 両                         | J・アンドゥハーD・ポーターJ・クラークT・ハーT・ペンドル · トンO・スミスV・コールマンW・マギーA・バンスライク | 1                        | 遊                       | M・ダンカン              | 右                       | O・ハーシュハイザーM・ソーシアG・ブロックS・サックスB・マドロックM・ダンカンP・ゲレーロK・ランドローM・マーシャル |
| 2                          | 遊                         | O・スミス                  | 両                         | J・アンドゥハーD・ポーターJ・クラークT・ハーT・ペンドル · トンO・スミスV・コールマンW・マギーA・バンスライク | 2                        | 中                       | K・ランドロー            | 左                       | O・ハーシュハイザーM・ソーシアG・ブロックS・サックスB・マドロックM・ダンカンP・ゲレーロK・ランドローM・マーシャル |
| 3                          | 二                         | T・ハー                    | 両                         | J・アンドゥハーD・ポーターJ・クラークT・ハーT・ペンドル · トンO・スミスV・コールマンW・マギーA・バンスライク | 3                        | 左                       | P・ゲレーロ              | 右                       | O・ハーシュハイザーM・ソーシアG・ブロックS・サックスB・マドロックM・ダンカンP・ゲレーロK・ランドローM・マーシャル |
| 4                          | 一                         | J・クラーク                | 右                         | J・アンドゥハーD・ポーターJ・クラークT・ハーT・ペンドル · トンO・スミスV・コールマンW・マギーA・バンスライク | 4                        | 三                       | B・マドロック            | 右                       | O・ハーシュハイザーM・ソーシアG・ブロックS・サックスB・マドロックM・ダンカンP・ゲレーロK・ランドローM・マーシャル |
| 5                          | 右                         | A・バンスライク            | 左                         | J・アンドゥハーD・ポーターJ・クラークT・ハーT・ペンドル · トンO・スミスV・コールマンW・マギーA・バンスライク | 5                        | 右                       | M・マーシャル            | 右                       | O・ハーシュハイザーM・ソーシアG・ブロックS・サックスB・マドロックM・ダンカンP・ゲレーロK・ランドローM・マーシャル |
| 6                          | 三                         | T・ペンドルトン            | 両                         | J・アンドゥハーD・ポーターJ・クラークT・ハーT・ペンドル · トンO・スミスV・コールマンW・マギーA・バンスライク | 6                        | 捕                       | M・ソーシア              | 左                       | O・ハーシュハイザーM・ソーシアG・ブロックS・サックスB・マドロックM・ダンカンP・ゲレーロK・ランドローM・マーシャル |
| 7                          | 捕                         | D・ポーター                | 左                         | J・アンドゥハーD・ポーターJ・クラークT・ハーT・ペンドル · トンO・スミスV・コールマンW・マギーA・バンスライク | 7                        | 一                       | G・ブロック              | 左                       | O・ハーシュハイザーM・ソーシアG・ブロックS・サックスB・マドロックM・ダンカンP・ゲレーロK・ランドローM・マーシャル |
| 8                          | 左                         | T・ランドラム              | 右                         | J・アンドゥハーD・ポーターJ・クラークT・ハーT・ペンドル · トンO・スミスV・コールマンW・マギーA・バンスライク | 8                        | 二                       | S・サックス              | 右                       | O・ハーシュハイザーM・ソーシアG・ブロックS・サックスB・マドロックM・ダンカンP・ゲレーロK・ランドローM・マーシャル |
| 9                          | 投                         | J・アンドゥハー            | 両                         | J・アンドゥハーD・ポーターJ・クラークT・ハーT・ペンドル · トンO・スミスV・コールマンW・マギーA・バンスライク | 9                        | 投                       | O・ハーシュハイザー      | 右                       | O・ハーシュハイザーM・ソーシアG・ブロックS・サックスB・マドロックM・ダンカンP・ゲレーロK・ランドローM・マーシャル |
| 先発投手                   | 先発投手                   | 先発投手                   | 投球                       | J・アンドゥハーD・ポーターJ・クラークT・ハーT・ペンドル · トンO・スミスV・コールマンW・マギーA・バンスライク | 先発投手                 | 先発投手                 | 先発投手                 | 投球                     | O・ハーシュハイザーM・ソーシアG・ブロックS・サックスB・マドロックM・ダンカンP・ゲレーロK・ランドローM・マーシャル |
| J・アンドゥハー            | J・アンドゥハー            | J・アンドゥハー            | 右                         | J・アンドゥハーD・ポーターJ・クラークT・ハーT・ペンドル · トンO・スミスV・コールマンW・マギーA・バンスライク | O・ハーシュハイザー      | O・ハーシュハイザー      | O・ハーシュハイザー      | 右                       | O・ハーシュハイザーM・ソーシアG・ブロックS・サックスB・マドロックM・ダンカンP・ゲレーロK・ランドローM・マーシャル |